# Muita Saúva, Pouca Saúde, os Males do Brasil São
Muita Saúva, Pouca Saúde, Os Males do Brasil São é um samba enredo da escola de samba carioca São Clemente de 1986. Foi composto em 1985 por Helinho 107, Mais Velho e Nino e serviu de hino para o carnaval de 1986 da escola.
A frase foi extraída do romance Macunaíma, de Mário de Andrade.